# Маттіас Лангмаєр
Маттіас Ланґмаєр (нім. Matthias Langmaier; 30 березня 1910, Ной-Ульм — 31 серпня 1972, Ульм) — німецький офіцер, оберст-лейтенант резерву вермахту. Кавалер Лицарського хреста Залізного хреста.

## Нагороди
- Медаль «За вислугу років у Вермахті» 4-го класу (4 роки) (2 жовтня 1936) — як фельдфебель 4-ї кулеметної роти 100-го гірсько-піхотного полку.
- Медаль «У пам'ять 13 березня 1938 року» (8 листопада 1938) — як фельдфебель 1-го батальйону 100-го гірсько-піхотного полку.
- Залізний хрест
  - 2-го класу (25 жовтня 1939) — як обер-фельдфебель 10-ї роти 100-го гірсько-піхотного полку.
  - 1-го класу (7 червня 1941) — як обер-фельдфебель 4-ї кулеметної роти 100-го гірсько-піхотного полку.
- Нагрудний знак «За поранення»
  - В чорному (12 липня 1940) — за поранення, отримане 8 червня 1940 року.
  - В сріблі (13 січня 1944) — за третє поранення, отримане 12 січня 1944 року.
- Штурмовий піхотний знак в сріблі (10 серпня 1941) — як лейтенант 4-ї роти 85-го гірсько-піхотного полку.
- Орден «За хоробрість» 2-го класу (Болгарія) (10 червня 1942)
- Нарукавна стрічка «Крит» (1 березня 1943) — як гауптман 14-ї роти 85-го гірсько-піхотного полку.
- Німецький хрест в золоті (6 липня 1943) — як гауптман резерву 14-ї роти 85-го гірсько-піхотного полку.
- Нагрудний знак ближнього бою в бронзі (25 серпня 1943) — як гауптман 3-го батальйону 85-го гірсько-піхотного полку.
- Сертифікат Пошани Головнокомандувача Сухопутних військ Вермахту (27 серпня 1943)
- Лицарський хрест Залізного хреста (29 лютого 1944) — як гауптман резерву і командир 3-го батальйону 85-го гірсько-піхотного полку.